# Ying Shao
 (octobre 2015).
Si vous disposez d'ouvrages ou d'articles de référence ou si vous connaissez des sites web de qualité traitant du thème abordé ici, merci de compléter l'article en donnant les références utiles à sa vérifiabilité et en les liant à la section « Notes et références ».
Ying Shao (140-206) est un écrivain et historien chinois.

## Biographie
Originaire de Runan, il a vécu à la fin de la dynastie des Han orientaux.
Ying Shao a occupé des postes officiels dans l'administration des Han de l'Est, et fut un participant actif dans la vie politique.
Il était un proche associé de Cao Cao
Au début des années 190, Ying Shao était Grand Administrateur du Mont Tai dans la province Xu. Il a repoussé une attaque sur sa commanderie dirigée par des rebelles des Turbans Jaunes.
Entre 193-194, Cao Cao attaque la province Xu pour venger de l'assassinat de son père. Ying Shao fuit le mont Tai et se réfugie auprès du seigneur de la guerre Yuan Shao. Au moment où Cao Cao défait la famille Yuan et conquis Hebei, Ying Shao était déjà mort.

## Œuvres
Il est l'auteur de Fengsu Tongyi (en), un ouvrage encyclopédique sur les coutumes populaires et les légendes qui existaient dans l'état des Han de l'Est.